# マジカルハロウィン3
マジカルハロウィン3は、2011年9月にKPEから発売されたパチスロ機（5号機）である。略称「マジハロ3」。

## 概要
- 「マジカルハロウィン」シリーズの4作目（ナンバリングタイトルとしては3作目）。「2」には存在しなかった通常時からのART突入が復活した他、ARTストックを連続ストックするチャンスとして前作のエクストラミッションに変わってカボRUSHが採用されるなど、ストック獲得契機の強化が図られた。
- 当初は2011年5月を導入予定として保通協の検定を通過していたが、工場が東日本大震災の被害に伴い筐体部品が不足したため、実際に出荷されるのは約半年ほど遅れることとなった。また、生産ライン確保の為に同じくコナミ傘下である高砂電器産業（後のコナミアミューズメント）からも同筐体が製造された。このため保通協における型式名が「マジカルハロウィン3N」（KPE製造）と「マジカルハロウィン3T5」（高砂製造）の2種類ある。ただし両者にスペック的な違いは無い。
- 2011年11月時点での導入店舗数は約5550店（P-WORLDより）と前作からほぼ倍増し、KPE史上最大出荷数を更新した。

## スペック
- カボチャンス・小役同時抽選機能を搭載している。ボーナス重複当選は弱3枚役、強3枚役、スイカ、弱チェリー、強チェリー、1枚役、リプレイ。また、ボーナス単独当選もある。
- 通常時は3枚掛け（レギュラーボーナス中は2枚掛け）で、有効ラインは中段の1ライン（レギュラーボーナス中は上段+小山型の2ライン）。
- 演出モードは多彩な液晶演出のデイライトモード・一発告知方式のムーンライトモードがありBETが無い時に十字ボタンで選択できる。
- ビッグボーナス（赤7揃い）は純増203枚で終了する。レギュラーボーナス（赤7・赤7・青BAR揃い）は純増64枚で終了する。
- ボーナスの合成確率は1/186.18（設定1）～1/166.34（設定6）と高めに設定されており、かつ設定差が少ない。
- 3択の10枚役を完全ナビする１セット30GのARTカボチャンスを搭載しており、準備モードと呼ばれるチャンスゾーン(CZ)中に出現するAT押し順正解で突入、ボーナス入賞、またはゲーム数到達時に画面フェードアウト（カボチャ残像）まで継続する、フェードアウトの場合は、次GのレバーON時にアリスがカットインし、復活する可能性もある。1Gあたりの期待純増枚数は約1.2枚。
- カボチャンス終了後、ブーモリチェイス(CZ)に移行する場合がある。カボチャンスストックがあれば押し順ナビ時、押し順正解でカボチャンス突入。カボチャンスストックがない場合は押し順正解でブーモリチェイス(CZ)維持、またはカボチャンス突入。押し順不正解で通常に移行する。
- カボチャンスは、ビッグボーナス中のカボちゃん図柄揃い、両ボーナス中のレバーON時にまじかるちゃんすが発生すると突入する（まじかるちゃんすは高確率ゾーン滞在時にボーナスを引くか、高設定になっていく程発生しやすい）。ボーナス GAMEにまじかるちゃんすで得た宝箱は、金＞銀＞銅の順でより長いカボチャンスの上乗せが期待でき、銀は3セット以上確定、金は5セット以上が確定する（いずれも最大10セットまで）。
- 魔界ゾーン・超魔界ゾーン時にボーナスを引くと、ボーナス終了後、チャンスゾーン(CZ)を経由してスーパーカボチャンスに突入する。また、魔界ゾーン・超魔界ゾーン時のレア小役成立時の一部でもスーパーカボチャンスに突入する。
- チャンスゾーン(CZ)中にミッションモードが発動し、ミッション成功でカボチャンスストック。チャンスゾーン中のレア小役成立でカボチャンスランプ点灯時もカボチャンスストック。
- カボチャンスはカボチャンス、キングカボチャンス、スーパーカボチャンスの3種類ある。
- キングカボチャンスは10枚役のコイン入賞の毎にカボチャンスストック抽選を行う。また、キングカボチャンス中に引いたボーナス中に当選したまじかるちゃんすの宝箱は全て金となる。
- スーパーカボチャンスは次回レギュラーボーナスでバトルに敗北するまで継続する。天井到達(ボーナス後1280G消化)、フリーズを伴うビッグボーナス後のチャンスゾーン(CZ)後にもスーパーカボチャンスに突入する。
- カボチャンス中にカボチャカットインが発生した場合は全リールにカボちゃん図柄を狙い、下段にカボちゃん図柄が揃えばカボチャンスストック確定。
- ビッグボーナス中にカボチャカットイン発生時、左からカボちゃん図柄を狙い有効ライン上に一直線に揃えばカボチャンスストックが確定する。目押しミスで揃わなかった場合でも抽選に当選していればカボチャンスのストックは有効である。
- ビッグボーナス中またはカボチャンス中に「Miracle Halloween」のBGMが流れ「次回予告」演出が発生した場合はカボちゃん図柄揃いとなり、ナビストックが確定する。
- レギュラーボーナスの8G中、全てコイン10枚役を揃えるとナビストックが確定する。
- 通常時にフリーズを伴う魔法陣演出後のカボチャカットイン発生時、またはカボチャンス中にカボちゃん図柄を狙ってカボちゃん図柄が斜めに揃うとカボRUSHに突入する。キングカボチャンス中であればキングカボRUSH、スーパーカボチャンス中であればスーパーカボRUSHに突入する。
- カボRUSH中は転落リプレイが成立するまでカボちゃん図柄揃い確率がカボチャンス中の約50倍にアップする。
- カボRUSH中にカボちゃん図柄が斜めに揃うとカボチャンスストックまたはキングカボチャンスストック。キングカボRUSH中の斜め揃いはキングカボチャンスストック、スーパーカボRUSH中の斜め揃いはスーパーカボチャンスストックが確定する。

## 登場人物
アリス・ウィッシュハート（声：堀江由衣）
主人公。いつも明るく元気で少しだけドジな一面もある魔法使いの女の子。本作では校長のお願いで魔法兵団のお手伝いに大奮闘。
ローズマリー・ベルガモット（声：富沢美智恵）
アリスの幼なじみで名門ベルガモット家の跡取り娘。通称はローズ。祖父である校長の頼みで、突如現れた三人の魔術師を追うことになったが…
ノワール・アウスレーゼ（声：茅原実里）
アリスとローズの友人。無口で素直に感情が表せない性格だが、少しずつ周囲に馴染めるようになってきている。本作では魔法兵団の一員として任務を遂行する。
フロスト・アウスレーゼ（声：釘宮理恵）
ノワールの妹で、毒舌家な女の子。本作では以前おこしたイタズラ事件の罰としてアリスとローズのお手伝いをしている。
ルビー・スペンサー（声：小林沙苗）
アリスが通っているお店「ルビーズ ファンタジアン」の店長。お店の売上も好調で、最近デリバリーサービスを始めた。
リュミエール・スペンサー（声：生天目仁美）
アリスとローズの担当教官でルビーの姉。厳しさの中にも優しさを持つ魔法学院教師。魔法兵団の作戦参謀として活躍することになる。
ヴィクトール・ベルガモット（声：蓮岳大）
魔法学院の校長先生。昔は大魔術師として名を馳せたが今は若干ボケ気味。だが、いざという時には魔法兵団総司令官として指揮をとる。

### レッド・アイ
キール・インペリアル（声：置鮎龍太郎） / ロック・ショット（声：？？？）/ フィズ・バイオレット（声：根谷美智子）
突如現れた謎の魔術師3人組"レッド・アイ"。街の結界が不安定になってから各所で目撃され、住民を不安がらせている。彼らの真の目的は…？

## 音楽
BIG中
「記憶の欠片」
作詞・歌：Sana 作曲・編曲：ota2
通常のBIG時の曲。
「Trick or Sweet!」
作詞：Ayako Masuda 歌：アリス（声：堀江由衣） 作曲・編曲：倉持武志
ART中BIG当選時の曲。
REG中
「星の天気予報」
作曲・編曲：ota2
通常のREG時の曲。
「Pastel Colors」
作曲・編曲：倉持武志
カボチャンス中
「カボチャンス!!!」
作曲・編曲：倉持武志
通常のカボチャンス時の曲。
「カボチャンス!（Ver.Pops）」
作曲・編曲：倉持武志、Toshihisa Furusawa
「カボチャレンジ!」
作曲・編曲：Toshihisa Furusawa
「カボチャンス!」
作曲・編曲：Toshihisa Furusawa
「Magical Sky」
作詞・歌：Sana 作曲・編曲：Sota Fujimori
「ツキノキオク」
作詞：Ayako Masuda 歌：Sana 作曲・編曲：ota2
「Miracle Halloween」
作詞・歌：Sana 作曲・編曲：ota2